# Conflito georgiano-osseta
O conflito georgiano-osseta refere-se ao conflito étnico-político na República auto-declarada da Ossétia do Sul, que evoluiu em 1989 e desenvolveu-se na Guerra na Ossétia do Sul (1991-1992). Apesar de um cessar-fogo declarado e numerosos esforços de paz, o conflito continua sem solução, e pequenos incidentes armados persistem. Em agosto de 2008, as tensões diplomáticas e conflitos entre a Geórgia e a Ossétia do Sul entraram em erupção com a Guerra na Ossétia do Sul em 2008, atualmente é um Conflito congelado.

## Origens do conflito
O conflito entre ossetas e georgianos remonta pelo menos até 1918. No rescaldo da Revolução Russa, a Geórgia permaneceu controlada pelos mencheviques, enquanto os bolcheviques tomaram o controle da Rússia. Em junho de 1920, uma força da Ossétia patrocinada pelos russos atacou o exército da Geórgia e a Guarda Popular. A Geórgia reagiu de forma enérgica e derrotou os rebeldes, com várias aldeias da Ossétia sendo queimadas e 20 mil ossetas deslocados na União Soviética . Oito meses depois, o Exército Vermelho invadiu com sucesso a Geórgia e em 1922 foi criado o Oblast Autônomo da Ossétia do Sul.
Na década de 1980 a política da perestroica, iniciada por Mikhail Gorbachev, causou aumento do nacionalismo na República Socialista Soviética da Geórgia (SSR) e o país passou para a independência, que foi rejeitada pela organização nacionalista osseta, Ademon Nykhas (Frente Popular). Criada em 1988, a Ademon Nykhas exigia maior autonomia para a região e, finalmente, a unificação com a Ossétia do Norte da Rússia. Em 10 de novembro de 1989, o Soviete Supremo da Ossétia do Sul aprovou a decisão de unir a Ossétia do Sul com a Ossétia do Norte, então parte da República Socialista Federativa Soviética da Rússia. No entanto, um dia depois, o Soviete Supremo da RSS da Geórgia revogou a decisão e, em 23 de novembro, milhares de nacionalistas georgianos liderados por Zviad Gamsakhurdia e outros líderes da oposição marcharam para Tskhinvali, a capital da Ossétia do Sul, para realizar uma reunião lá. Os ossetas mobilizaras bloqueando estradas e só a interferência de unidades do exército soviético evitou um confronto entre as duas manifestações. Os comandantes soviéticos fizeram os manifestantes georgianos voltar. No entanto, várias pessoas ficaram feridas em confrontos posteriores entre georgianos e ossetas.
Até o início de 1990, as forças da Ossétia do Sul tiveram 300-400 combatentes mal armados, porém o número cresceu para cerca de 1.500 em seis meses. A principal fonte de armas de pequeno calibre para as milícias da Ossétia do Sul foi o regimento de helicópteros do exército soviético baseado em Tskhinvali. [carece de fontes?] Os georgianos étnicos em aldeias vizinhas também organizaram uma força de defesa conhecida como o Sociedade Kostava Merab  .
O Conselho Supremo Georgino aprovou uma lei proibindo os partidos regionais, no verão de 1990. Isto foi interpretado pelos ossetas como uma medida contra a Ademon Nykhas e em 20 de setembro de 1990, a Ossétia do Sul declarou a independência do Oblast Autônomo da Ossétia do Sul como a República Democrata Soviética da Ossétia do Sul, apelando a Moscou para reconhecê-la como um sujeito independente da União Soviética. Quando a eleição do Conselho Supremo da Geórgia ocorreu em outubro de 1990, foi boicotado pela Ossétia do Sul. Em 10 de dezembro de 1990, a Ossétia do Sul realizou a sua própria eleição, declarada ilegal pela Geórgia. Um dia depois, o Soviete Supremo da Geórgia cancelou os resultados das eleições na Ossétia do Sul e aboliu a autonomia da Ossétia .
Em 11 de dezembro de 1990, vários incidentes sangrentos ocorreram em torno de Tskhinvali. O governo da Geórgia declarou estado de emergência nos distritos de Tskhinvali e Java em 12 de dezembro. A polícia da Geórgia e as unidades da Guarda Nacional foram enviadas na região da Ossétia para desarmar os grupos armados.
No momento da dissolução da União Soviética, o governo dos Estados Unidos reconheceu como legítimos as fronteiras do país no pré-Pacto Molotov-Ribbentrop de 1933 (o governo de Franklin D. Roosevelt estabeleceu relações diplomáticas com o Kremlin no final desse ano). Devido a isso, a administração de George H.W. Bush apoiou abertamente a restauração da independência das Repúblicas do Báltico, mas considerou as questões relativas aos conflitos de independência e territoriais da Geórgia, Armênia, Azerbaijão e no resto da Transcaucásia - que eram parte integrante parte da URSS com fronteiras internacionais inalteradas desde 1920. - como assuntos internos da União Soviética .

## Conflitos e tensões

### Conflito na Ossétia do Sul de 1918-1920
O conflito georgiano-osseta de 1918-1920 compreendeu uma série de revoltas, que ocorreram em áreas habitadas por ossetas da atual Ossétia do Sul, uma república separatista da Geórgia, contra a República Democrática Federativa Transcaucasiana e depois a República Democrática da Geórgia (esta última sob domínio dos mencheviques), que causou perdas de várias milhares de vidas.

### Guerra na Ossétia do Sul de 1991-1992
A tensão na região cresce ao mesmo tempo que o aumento dos nacionalismos georgiano e osseta, em 1989. Anteriormente, com a exceção do conflito de 1920, as duas comunidades conviveram pacificamente com um alto grau de interação e uma alta taxa de casamentos inter-étnicos.

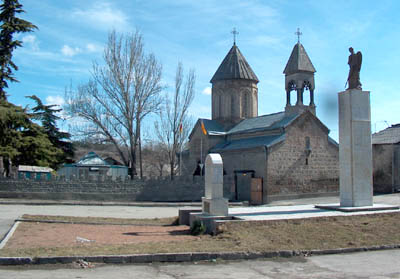
O monumento às vítimas do conflito georgiano-osseta em Tskhinvali, em 2003.

No mesmo ano, a influente Frente Popular da Ossétia do Sul (Ademon Nykhas) convoca para a unificação com a Ossétia do Norte, a fim de defender a autonomia da Ossétia. Em 10 de Novembro de 1989, o Soviete Supremo da Ossétia do Sul votou a favor da unificação com a Ossétia do Norte, uma unidade da República Federativa Socialista da Rússia. No dia seguinte, o parlamento da Geórgia revogou a decisão e aboliu a autonomia da Ossétia do Sul. Além disso, o parlamento autorizou a supressão de jornais e manifestações.
Um conflito armado ocorre após a proclamação da independência da Ossétia do Sul quando a Geórgia decidiu recuperar o controle da região. Na noite de 5 para 6 de janeiro de 1991, a Geórgia cerca Tskhinvali com morteiros e, em seguida, apresenta uma força policial, acusada de matar muitos civis, este dia é muitas vezes referido como o "Natal Sangrento" na Ossétia. Confrontada com a resistência das milícias da Ossétia, as forças georgianas deixam a região.
Em 1 de fevereiro de 1991, a Geórgia impôs um bloqueio econômico a Ossétia do Sul. Em todo o ano de 1991, o conflito armado entre Geórgia e Ossétia do Sul apoiada pela Rússia e voluntários da Ossétia do Norte continua. Muitos sulistas se refugiam na Ossétia do Norte e no resto da Geórgia.
A guerra entre janeiro de 1991 e meados de 1992 causa cerca de 2.000 mortos do lado georgiano e mais de 800 do lado da Ossétia com a secessão da região da Geórgia.
Em 24 de junho de 1992, a Geórgia representada por Eduard Shevardnadze e a Rússia representada por Boris Yeltsin assinaram um tratado para acabar com o conflito, conhecido como Acordo de Sochi. Em conformidade com o presente Tratado, as forças das tropas de manutenção da paz composta por russos, ossetas e georgianos são introduzidas na Ossétia do Sul a partir de 14 de julho de 1992. A Rússia reconhece a inviolabilidade das fronteiras da Geórgia, enquanto uma comissão trilateral para decidir sobre o estatuto desta região é criada.

### Enfrentamento armado georgiano-osseta de 2004

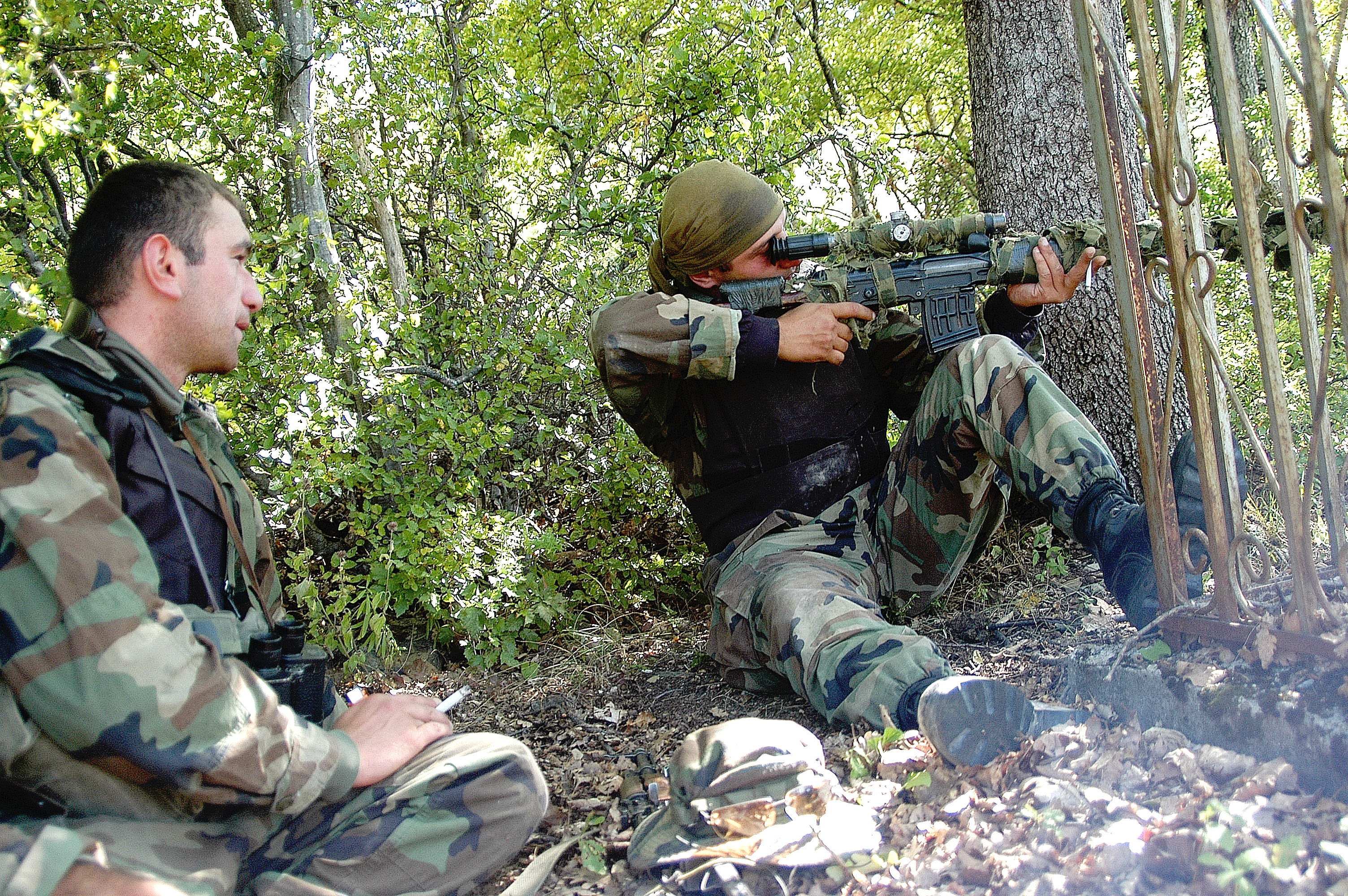
Franco-atiradores georgianos durante os enfrentamentos em 2004

Desde então e até meados de 2004, a Ossétia do Sul foi em geral pacífica. Em junho de 2004, graves tensões começaram a aumentar à medida que as autoridades georgianas reforçaram os seus esforços para trazer de volta a região sob o domínio de Tbilisi, através do estabelecimento de um governo alternativo pró-georgiano para a Ossétia do Sul em Tbilisi. A Geórgia também chamou a polícia para fechar um vasto complexo de mercado negro, que era uma das principais fontes de renda da região, levando a um combate entre soldados georgianos e tropas da manutenção da paz contra os rebeldes da Ossétia do Sul e combatentes independentes da Rússia. Sequestros, tiroteios e explosões ocasionais deixaram dezenas de mortos e feridos. Um acordo de cessar-fogo foi alcançado em 13 de agosto apesar de ter sido repetidamente violado.
O governo da Geórgia protesta contra o aumento contínuo da presença econômica e política da Rússia na região e contra os militares não controlados do lado da Ossétia do Sul. Considera também que a força de paz (que consiste em partes iguais de sul-ossetas, norte-ossetas, russos e georgianos) não ser neutra e exigiu a sua substituição.

### Ascensão ao poder de Mikhail Saakashvili
Em 2004, Shevardnadze foi derrubado e, Mikheil Saakashvili, venceu as eleições revivendo a mensagem nacionalista georgiana. Em 12 de novembro de 2006 o referendo sobre a independência da Ossétia do Sul foi vencido por uma maioria.
O presidente da Geórgia, Saakashvili fez uma acordo de paz definitivo com a Ossétia do Sul, em que teria um elevado grau de autonomia dentro do Estado federal. A oferta foi rejeitada pelo presidente osseta, Eduard Kokoity, já que sua aspiração era a total independência.
Relaciona-se com a tensão dos últimos meses antes do conflito de 2008 com a cúpula da Otan, em abril de 2008, realizada em Bucareste, que estabeleceu a aprovação para a entrada da Geórgia e da Ucrânia na OTAN, sem um calendário concreto . A reação da Rússia foi fortalecer os laços com as regiões separatistas da Geórgia: a Abecásia e a Ossétia do Sul, através da distribuição de passaportes russos , aproximação que já havia começado após a declaração de independência do Kosovo. Em maio de 2008, a Rússia e a Geórgia aumentam sua presença militar na Ossétia do Sul. A existência de uma relação entre a possível entrada na OTAN da Geórgia e o conflito atual, é uma das razões apresentadas pelo Governo da Geórgia.
Nos últimos anos, a área tornou-se estrategicamente importante pela rota de transporte energético, rivalizando com a Rússia e o Ocidente por aumentar sua influência na área.. Os Estados Unidos tem 120 instrutores militares para treinar o exército georgiano.. Ao mesmo tempo, a Geórgia foi o terceiro país a fornecer tropas sob comando dos EUA no Iraque. O Pentágono informou que suas forças armadas não estão envolvidas no conflito .

### Guerra na Ossétia do Sul de 2008

Avanço das tropas russas e georgianas

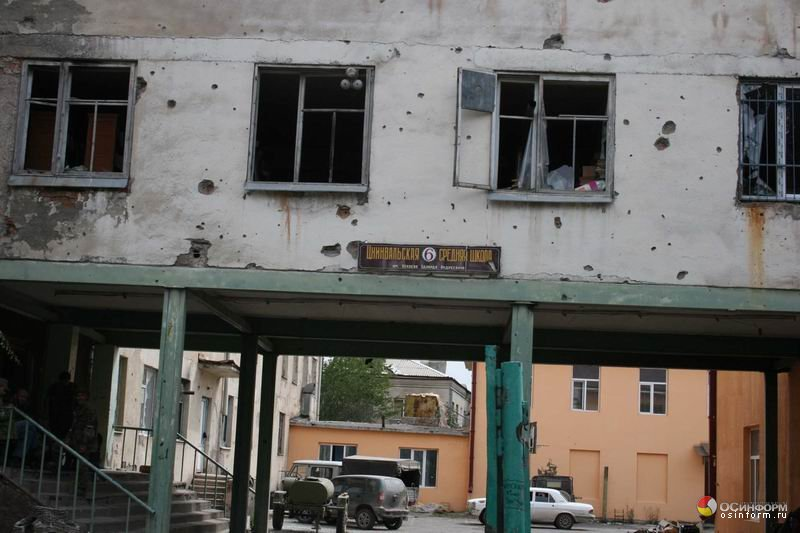
Agosto de 2008, Tskhinvali, após o ataque georgiano. O letreiro diz: "ensino secundário № 6 ".

A tensão na região, que se acumulava durante meses , e o desejo, de acordo com alguns analistas, da Geórgia em terminar rapidamente com a independência de facto das repúblicas separatistas da Abcásia e da Ossétia do Sul, a fim aderir à OTAN, desencadeou na noite de 7 a 8 de agosto 2008, uma guerra com a Ossétia do Sul e forças de paz russas, que velavam pela paz na região. Durante os dias anteriores a guerra, Tskhinvali ficou sob atiradores georgianos. Parte da população da cidade foi evacuada para a Rússia.
Os primeiros confrontos eclodiram quando o presidente georgiano, Mikheil Saakashvili, ordenou que seu exército retomasse o controle do enclave da Ossétia independente de facto desde 1992, mas descrito pela Geórgia como rebelde e pertencente de jure ao seu território.
Em conformidade com os acordos a paz que puseram fim à Guerra Civil Georgiana, estavam presentes na república separatista as forças de paz russas. Estas tropas tomaram armas do lado da Ossétia desencadeando logo após combates, e novas divisões do exército russo cruzaram a fronteira internacional o que constitui, de acordo com a Geórgia, uma declaração de guerra implícita  contra seu país. No mesmo campo que forças russas e da Ossétia do Sul participaram a república separatista da Abecásia, tanto na Ossétia do Sul, através do envio de voluntários para lutar contra os georgianos, como na própria Abecásia.
Em 12 de agosto, Dmitri Medvedev, decretou o fim das operações militares russas na Geórgia e, mais tarde aceitou o plano de paz proposto pela União Europeia, que envolveu a retirada de ambos os lados para posições anteriores ao início do conflito . No mesmo dia, a Geórgia apresentou uma denúncia contra a Rússia na Corte Internacional de Justiça por violação da Convenção sobre a Eliminação de Todas as Formas de Discriminação Racial. Por sua vez, o Ministério russo abriu um "expediente por genocídio" para investigar as mortes na Ossétia do Sul durante o ataque georgiano .
Na ofensiva da Geórgia à cidade de Tskhinvali, as autoridades russas disseram que morreram cerca de 1.600 pessoas, a maioria civis. Entre as forças de paz da Rússia estão pelo menos 15 mortos.  Entre os forças de paz russas estão pelo menos 15 pessoas .Mais de 34.000 pessoas fugiram de suas casas, sendo o maior receptor de refugiados a república russa da Ossétia do Norte-Alania .